# Johnny B
Johnny B ist ein Rocksong von The Hooters. Er wurde im Juli 1987 als erste Single aus dem Album One Way Home veröffentlicht.

## Entstehung und Veröffentlichung
Das Lied, eine Rockballade, wurde von Rob Hyman, Rick Chertoff und Eric Bazilian geschrieben und von Chertoff produziert. Der Liedtext, der in der Du-Form geschrieben ist, handelt vordergründig von einem Mann, der sich in eine Frau verliebt, aber durch die unerwiderte Liebe innerlich zerbricht; in einigen Textzeilen wird ihr Kuss mit Gift verglichen, das „für immer in deinem Körper ist“, wodurch der Songtext auch auf Drogenmissbrauch verweisen kann. Rob Hyman sagte dazu:

„Das ist eine wahre Geschichte von jemandem, den wir kennen. Er hat sich irgendwie selbst zerstört. Der Titel ist eine Warnung: Bis hierhin und nicht weiter! In den USA war er nicht so erfolgreich, in Deutschland wurde Johnny B zu einer Hymne. Bis heute lieben wir es, diesen Titel zu spielen. Er ist ein großartiger Teil unserer Show.“

Am 1. Juli 1987 erschien die Single bei Columbia Records. Die B-Seite enthält den Titel Lucy in the Sky with Diamonds (Live), ein Cover der Beatles. Johnny B erschien ebenfalls auf dem Album One Way Home. Die 12″-Singles enthalten je nach Land unterschiedliche B-Seiten, die sich nach der Anzahl und Auswahl der Titel unterscheiden.

## Musikvideo
Regisseur des Musikvideos war David Fincher. Es illustriert die Geschichte von Johnny B, der sich in eine blonde Frau verliebt hat; als er ihr einmal begegnet, hat sie einen kleinen Jungen bei sich, den sie festhält. In anderen Szenen randaliert er in seinem symbolisch nur von weißen Laken dargestellten Zimmer. Schließlich wird Johnny B leblos aufgefunden. Nach einer Wiederbelebung durch Rettungskräfte sieht er erneut die Frau, ob er stirbt, bleibt letztlich offen.

## Rezeption
In den Vereinigten Staaten erreichte der Titel Platz 61 der Billboard Hot 100. In Deutschland erreichte die Single erstmals am 19. Oktober 1987 die Singlecharts. Am 16. und 23. November 1987 erreichte sie mit Platz sieben ihre höchste Position, insgesamt war das Stück 14 Wochen bis zum 25. Januar 1988 platziert.

## Coverversionen
Der Song wurde von Down Low und Equilibrium gecovert. Die Version von Down Low, Johnny B., war mit Platz vier in Deutschland höher platziert als das Original, auch in der Schweiz mit Platz acht, in Österreich mit Platz 13, in Frankreich mit Platz 33, in Schweden mit Platz 14 und in Finnland mit Platz sieben erreichte die Coverversion hohe Chartpositionen. Die Version wurde von Volker Lindner und Unit Production produziert. Die Version von Equilibrium erschien 2019 auf dem Album Renegades.

## Besetzung
- Rob Hyman – Hauptgesang, Keyboard
- Eric Bazilian – Flöte, Mundharmonika
- John Lilley – Gitarre
- Andy King – E-Bass
- David Uosikkinen – Schlagzeug